# Épisodes de Scooby and Scrappy-Doo
Pour un article plus général, voir Scooby-Doo et Scrappy-Doo.
Cet article présente le guide de la série télévisée Scooby and Scrappy-Doo.

## Épisode 1:Le Scarabée bleu
- États-Unis : 22 septembre 1979

## Épisode 2:Le Fantôme de la nuit
- États-Unis : 29 septembre 1979

## Épisode 3: (Strange Encounters of a Scooby Kind)
- États-Unis : 6 octobre 1979

## Épisode 4:Le Fantôme électrique
- États-Unis : 13 octobre 1979

## Épisode 5:Le Serpent démoniaque
- États-Unis : 20 octobre 1979

## Épisode 6: (The Scary Sky Skeleton)
- États-Unis : 27 octobre 1979

## Épisode 7:Le Dragon sacré
- États-Unis : 3 novembre 1979

## Épisode 8:L'Ours du diable
- États-Unis : 10 novembre 1979

## Épisode 9:Le Monstre de la mer
- États-Unis : 17 novembre 1979

## Épisode 10:La Femme vampire de San Francisco
- États-Unis : 24 novembre 1979

## Épisode 11: (When You Wish Upon a Star Creature)
- États-Unis : 1er décembre 1979

## Épisode 12:La Créature de l'ombre
- États-Unis : 8 décembre 1979

## Épisode 13:Le Fantôme des neiges
- États-Unis : 15 décembre 1979

## Épisode 14: (The Sorcerer's a Menace)
- États-Unis : 22 décembre 1979

## Épisode 15:Le Minotaure
- États-Unis : 29 décembre 1979

## Épisode 16: (The Ransom of Scooby Chief)
- États-Unis : 5 janvier 1980